# 永恒命运
《永恒命运》是2014年多人在线战斗竞技场游戏，由Hammer And Chisel开发，为Android和iOS平板电脑设计。

## 游戏玩法
《永恒命运》在推出时有十个可玩的角色，并计划在遊戲发布后再增加四个。每个角色都有几个特殊的能力。截至2015年初，共有14个角色。不過《永恒命运》已不再提供下载。该应用程序和社区在2015年10月停止運作。

## 发布
《永恒命运》于2014年7月3日正式在iPad上发布，这是初创游戏工作室Hammer & Chisel开发和发布的第一款游戏，该公司由前OpenFeint首席执行官Jason Citron创立。该游戏的开发人员后来继续开发在线VoIP聊天平台Discord 。

## 評價
该游戏的Metacritic得分为82/100。

## 外部鏈接
- Hammer & Chisel （页面存档备份，存于）